# Hôtel du Président-Maynard
L'hôtel du Président-Maynard est un hôtel particulier situé en France sur la commune d'Aurillac (Cantal), en région Auvergne-Rhône-Alpes.

## Localisation
Le monument se trouve 35 rue Vermenouze.

## Historique
Maison du président François Maynard (1582–1646), poète, courtisan et l’un des premiers membres de l’Académie française.

### Protection
La porte est inscrite au titre des monuments historiques par arrêté du 30 avril 1946.

## Description
La maison présente un portail à pilastres ioniques surmonté de cartouches sculptés, ainsi qu’un escalier en bois à balustres desservant trois étages.